# Bronisław Czech
Pour les articles homonymes, voir Czech.
Bronisław « Bronek » Czech (né le 25 juillet 1908 et mort le 4 juin 1944) est un sportif et un artiste polonais. Skieur doué, il remporte 24 fois les championnats de Pologne dans différents disciplines liés au ski dont le ski alpin, ski nordique et le saut à ski. Membre de l'équipe polonaise lors de trois éditions consécutives des  Jeux olympiques d'hiver, il est également l'un des pionniers du secours en montagne dans les Tatras et un instructeur de planeurs. Il périt dans le camp de concentration d'Auschwitz.

## Biographie
Czech est né le 25 juillet 1908 à Zakopane dans, à cette époque, la Galicie austro-hongroise. Ses parents sont Józef Czech et Stanisława née Namysłowska. Il fréquente l'école publique locale et un gymnasium privé. Ensuite, il termine seulement trois classes d'une école locale liée à l'industrie du bois (en 1927). La même année, il rejoint le club SN PTT-1907 Klub Sportowy Kemping Zakopane. À la fin des années 1920, il s'installe à Varsovie où il devient diplômé de l'Institut Central de l'Éducation Physique. Il a obtenu dans cette université le diplôme de professeur de gymnastique et de moniteur de ski.
Il a été 24 fois champion de Pologne dans les différentes disciplines liés au ski, et a pris part également aux Jeux olympiques d'hiver en 1928, 1932 et en 1936. Il a terminé à la 10e du combiné nordique et à la 37e place du saut à ski aux Jeux olympiques d'hiver de 1928 à Saint-Moritz. Quatre ans plus tard, lors des Jeux olympiques d'hiver de 1932 qui avaient lieu à Lake Placid, Czech termine à la septième place du combiné nordique, à la 12e position du saut à ski et à la 18e place de l'épreuve de ski de fond de 18 km. Lors de ses derniers Jeux en 1936 à Garmisch-Partenkirchen, il finit à la 16e place du combiné nordique, à la 20e position du ski alpin, à la 33e place du saut à ski et de l'épreuve de ski de fond de 18 km et enfin à la septième position du relais de ski de fond 4 × 10 km.
Durant la Seconde Guerre mondiale, il est un soldat polonais qui fait partie de l'Armia Krajowa et un messager qui fait passer des messages de la Pologne occupée vers l'Ouest. Cependant, il finit capturé par les Allemands puis il est emprisonné et tué dans le camp de concentration allemand d'Auschwitz. Certaines de ses peintures sont conservés dans le musée du camp.